# Avenida Leandro N. Alem
L'Avenida Leandro N. Alem è una delle principali arterie di Buenos Aires, capitale dell'Argentina, e una nevralgica area commerciale per i quartieri San Nicolás e Retiro.

## Storia
In uno sforzo teso ad abbellire la città, il viceré Juan José de Vértiz y Salcedo fece costruire una strada a due corsie lungo le coste del Rio della Plata. Delimitando il limite orientale della città, la strada fu abbellita con alberi di pioppo (alamos in spagnolo) e venne infine inaugurata nel 1780 come Paseo de la Alameda. Il paseo divenne un popolare lungomare del fine settimana, e le sue coste contigue diventarono ben presto un parco fluviale non ufficiale molto popolare tra i bagnanti fino a quando un editto del 1809 proibì la pratica per ragioni di "terpitudine morale".
Il terreno prospiciente alla strada rimase vulnerabile alle inondazioni e nel 1846 il governatore Juan Manuel de Rosas fece costruire un muro di contenimento esteso per sei isolati lungo il paseo. Inaugurato nel marzo 1848 come Paseo Encarnación Ezcurra (in onore di sua moglie), Rosas lo fece rinominare il Paseo de Julio nell'ottobre dello stesso anno in onore del Nove di luglio, data della Dichiarazione d'indipendenza argentina (la metà meridionale della strada fu invece ribattezzata Paseo Colón, in onore di Cristoforo Colombo, nel 1857). Un investitore anglo-argentino, Edward Taylor, aprì un molo lungo la passeggiata nel 1855, mentre le mura di controllo delle alluvioni furono estese verso nord fino Recoleta, e verso sud fino a San Telmo, nei lavori successivi completati nel 1865.
I fenomeni immigratori che interessarono l'Argentina nei decenni successivi resero il paseo un vero e proprio bazar nel quale trattorie italiane, bistrot francesi, birrerie tedesche e ristoranti greci operavano a fianco di bordelli e malfamati bar. La crescente desiderabilità commerciale della strada, tuttavia, indusse il governo cittadino a rilasciare nel 1875 un'ordinanza che obbligava tutti gli edifici affaciati sul paseo a dotarsi di un portico, una disposizione tutt'oggi in vigore che obbligò la chiusura delle strutture più precarie del paseo.

## Punti d'interesse

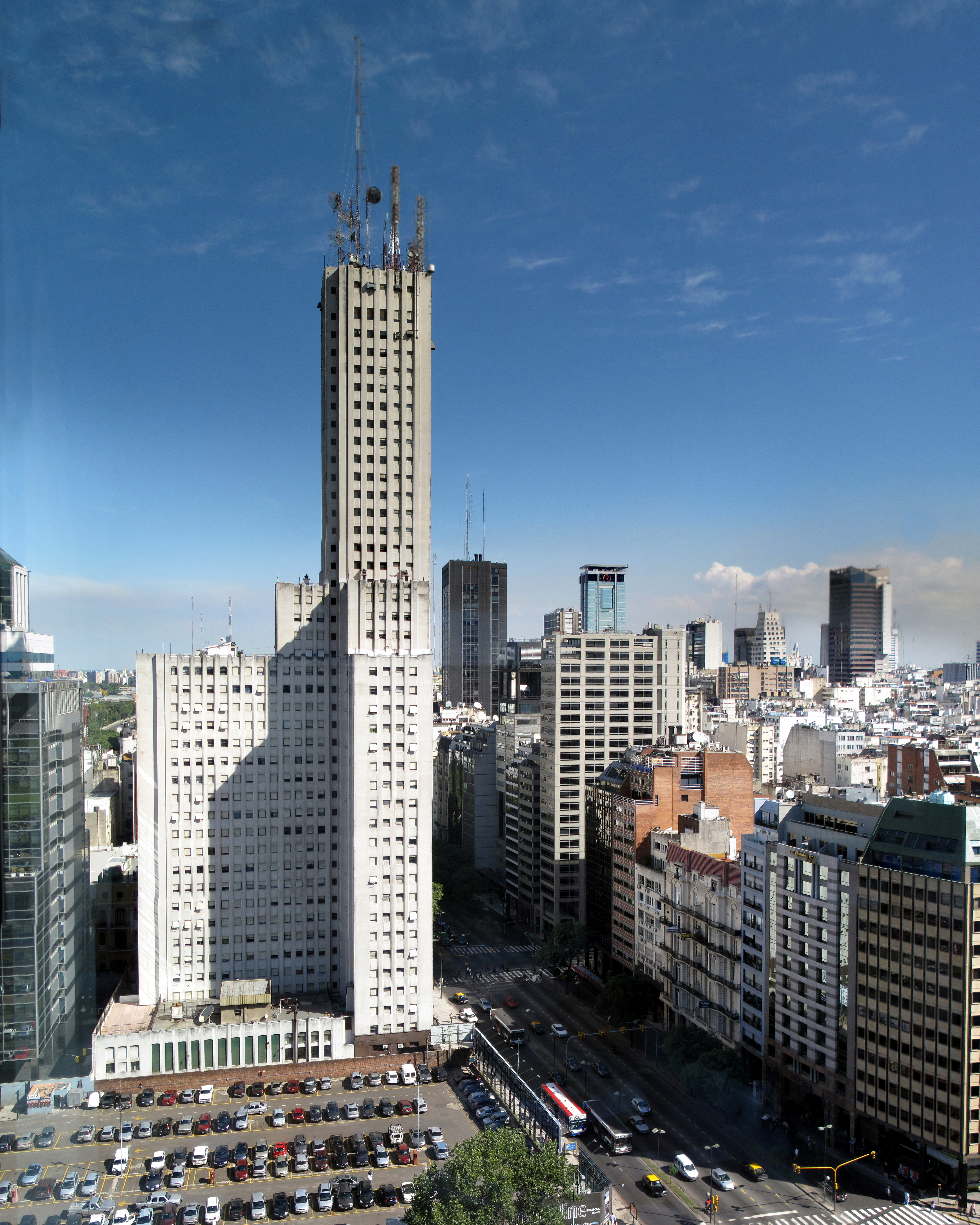
Vista sull'Avenida e sull'Edificio Alas
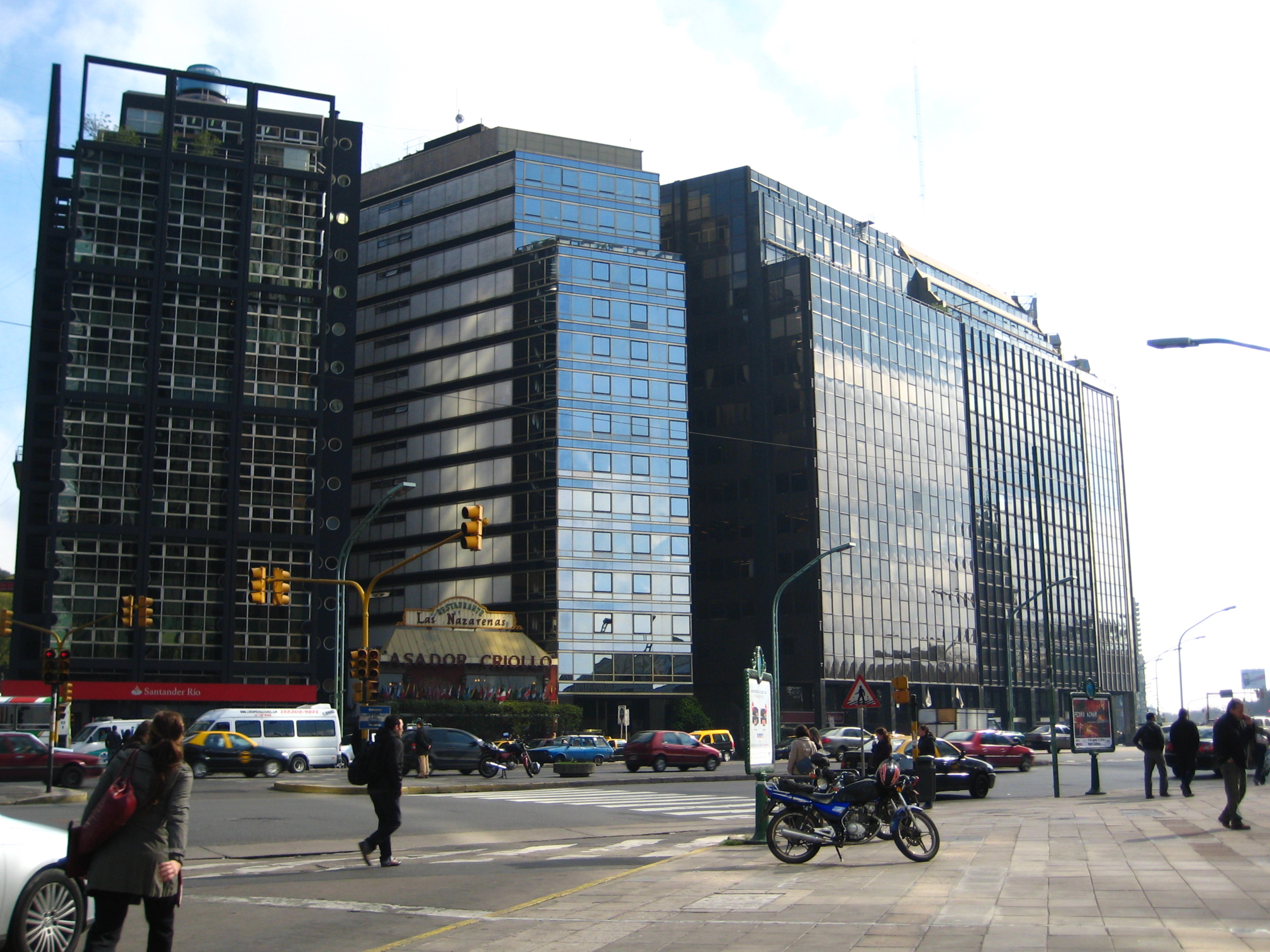
Distretto commerciale Retiro
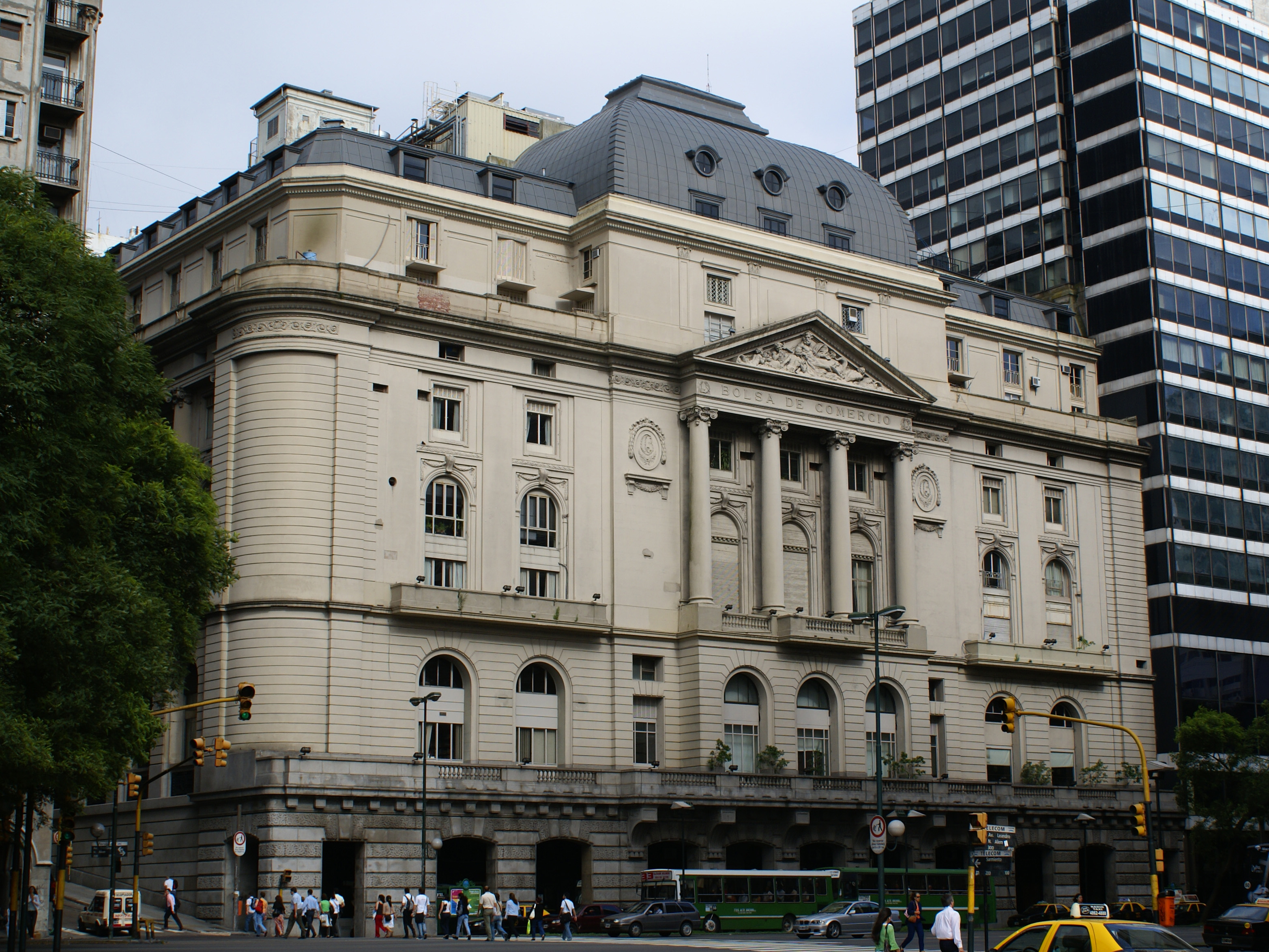
Il palazzo della Borsa di Buenos Aires
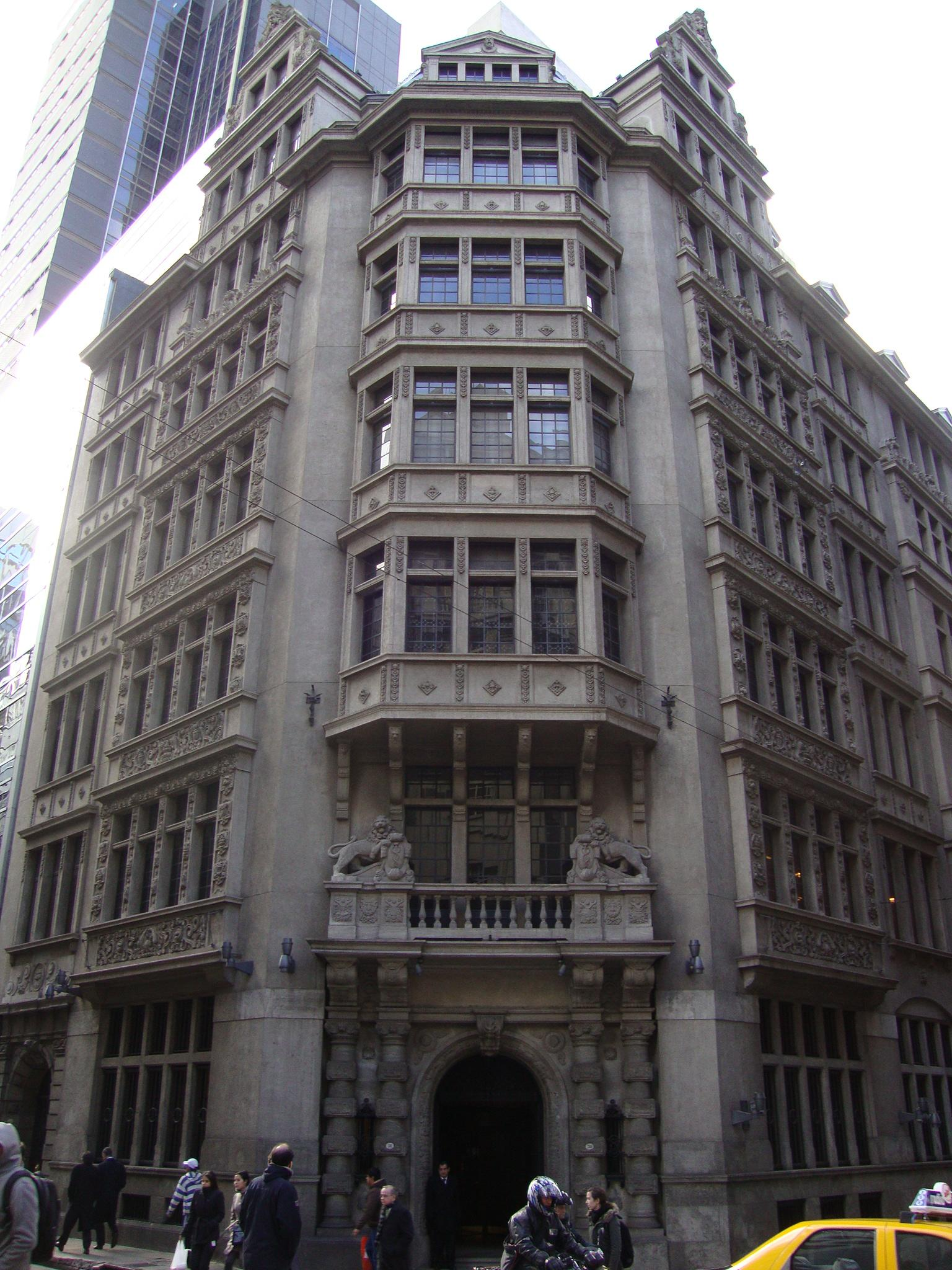
L'Edificio Bunge & Born